# Elezioni parlamentari nella Repubblica del Congo del 2007
Le elezioni parlamentari nella Repubblica del Congo del 2007 si tennero il 24 giugno (primo turno) e il 5 agosto (secondo turno) per il rinnovo dell'Assemblea nazionale.

## Risultati
| Liste                                                         | Seggi |
| ------------------------------------------------------------- | ----- |
| Partito Congolese del Lavoro                                  | 44    |
| Movimento Congolese per la Democrazia e lo Sviluppo Integrale | 11    |
| Unione Panafricana per la Democrazia Sociale                  | 11    |
| Movimento d'Azione per il Rinnovamento                        | 5     |
| Movimento per la Solidarietà e lo Sviluppo                    | 5     |
| Club 2002                                                     | 3     |
| Agire per il Congo                                            | 2     |
| Nuove Forze Democratiche                                      | 2     |
| Raggruppamento per la Democrazia e il Progresso Sociale       | 2     |
| Unione Patriottica per la Democrazia e il Progresso           | 2     |
| Unione per la Repubblica                                      | 2     |
| Unione delle Forze Democratiche                               | 1     |
| Unione per il Progresso                                       | 1     |
| Altri                                                         | 10    |
| Indipendenti                                                  | 36    |
| Totale                                                        | 137   |